# ヴィリニュス (小惑星)
ヴィリニュス (3072 Vilnius) は、小惑星帯の小惑星。1978年にクリミア天体物理天文台でニコライ・チェルヌイフが発見した。
リトアニア・ソビエト社会主義共和国（現在のリトアニア）の首都、ヴィリニュス から名付けられた。